# 끼엔하이현
끼엔하이현(베트남어: Huyện Kiên Hải / 縣堅海)은 베트남 메콩강 삼각주 끼엔장성의 현이다.

## 행정 구역
끼엔하이현은 4사를 관할하고 있다.

### 사
- 혼쩨사 (Xã Hòn Tre, 塊椥社)
- 라이선사 (Xã Lại Sơn, 賴山社)
- 남주사 (Xã Nam Du, 南游社)
- 안선사 (Xã An Sơn, 安山社)